# Klein-Buchholz

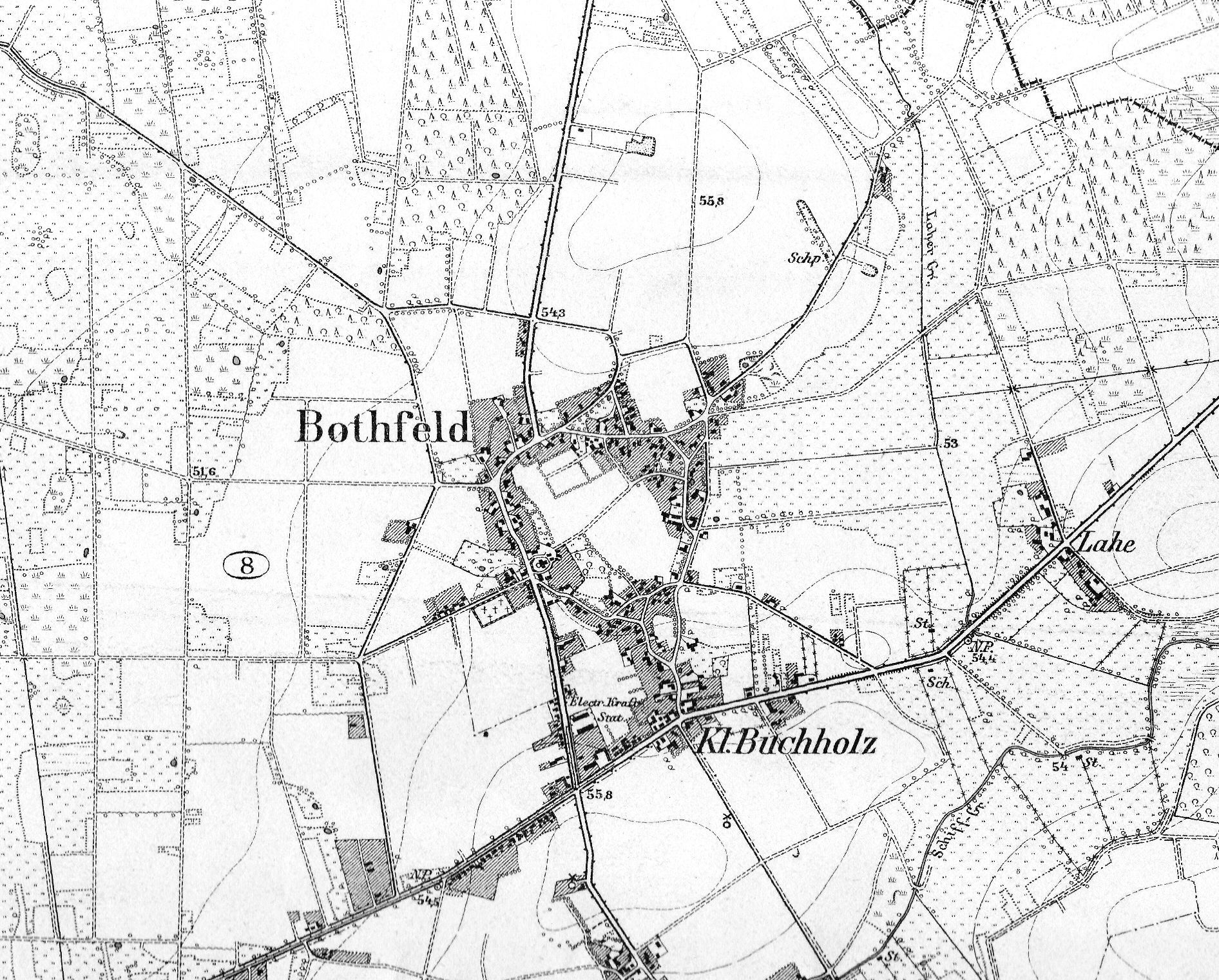
Klein Buchholz vor 1900 als selbständiges Dorf südlich von Bothfeld

Ansichtskarte der ehemaligen Ausspannwirtschaft Klein Buchholzer Turm

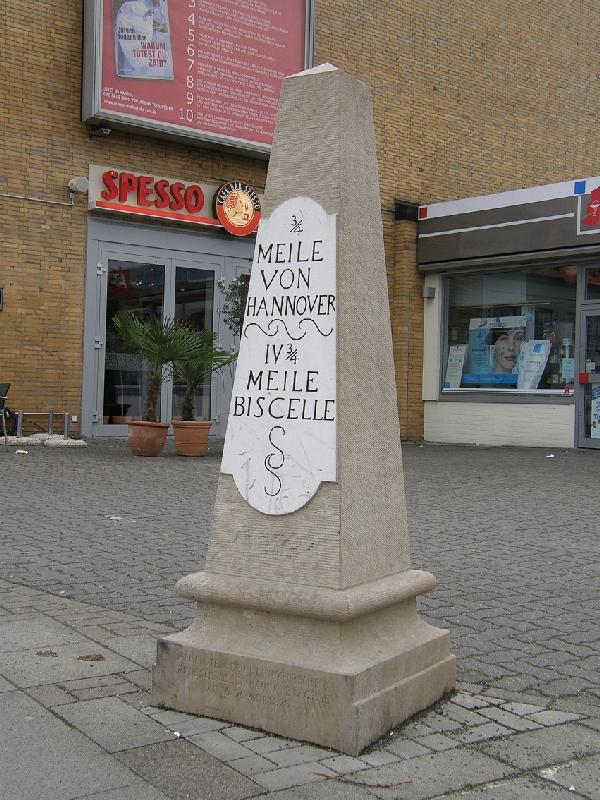
Meilenstein in Klein-Buchholz – Replikat aus den 2000er Jahren

Klein-Buchholz ist ein früheres, im Jahre 1360 erstmals erwähntes Dorf, das 1907 im Zuge des Baus des Mittellandkanals nach Hannover eingemeindet wurde und heute Teil der Stadtbezirke Bothfeld und Groß-Buchholz ist.
Das Datum der Entstehung des Dorfes wird aus einer Urkunde vom 2. Februar 1379 geschlossen: Sie erwähnt das Dorf Groß-Buchholz, also muss Klein-Buchholz auch schon bestanden haben. Im Jahr 1421 wird Klein-Buchholz zum ersten Mal in einer Urkunde erwähnt. 
Zur Zeit der Eingemeindung nach Hannover 1907 reichte Klein-Buchholz im Westen bis zum Platz Vier Grenzen, im Norden fast bis zur Bothfelder Kirche, im Osten verlief die Grenze durch das Altwarmbüchener Moor, nach Süden bis ins heutige Kirchrode. Es umfasste das Gebiet mit dem Mittellandkanal zwischen Sahlkamp und Podbielskistraße. Im Rahmen von Neueinteilungen und Umgruppierungen der Statistischen Bezirke der Landeshauptstadt Hannover verlor Klein-Buchholz zum Jahreswechsel 1979/1980 seine Eigenschaft als Stadtteil. Das Gebiet wurde auf die Stadtteile Bothfeld und Groß-Buchholz aufgeteilt. Lediglich der Name der Straße Klein-Buchholzer Kirchweg im alten Dorfkern, der Einkaufspark Klein-Buchholz und die Uniformierte Schützengesellschaft Klein-Buchholz v. 1856 erinnern noch an die frühere dörfliche Ortschaft. Die Bebauung von Bothfeld, Klein- und Groß-Buchholz geht ineinander über. Zwischen der Verdichtung mit eher städtischen Bauten finden sich noch zahlreiche Gebäude des früheren Dorfes wie Fachwerkhäuser aus vorindustrieller Zeit und Ziegelbauten des 19. Jahrhunderts.
Schon um 1900 gab es eine Straßenbahnlinie, die über die Podbielskistraße in die durch Klein-Buchholz führende Sutelstraße zum dortigen Depot verlief. Bis 2014 hatte sie jahrzehntelang (seit 1906) die Bezeichnung „Linie 7“. Die Straßenbahn Hannover AG – später Uestra – betrieb in dem Straßenbahndepot eine „Elektrische Kraft-Station“, um den Strom in die elektrischen Oberleitungen einspeisen zu können. Die Haltestelle „Noltemeyer“ an der gleichnamigen Gaststätte, die früher ein Ausspann weit vor den Toren der Stadt Hannover war, wurde um 2000 auf die im Zuge der Verbreiterung des Mittellandkanals neu gebaute Brücke verlegt. Dabei erhielt diese Haltestelle den Namen „Noltemeyerbrücke“. Sie ersetzte zwei Haltestellen, die zu Beginn der Sutelstraße und die auf der Podbielskistraße im Zuge der damaligen Linie 3.
1997 entstand der Verein Tradition Klein-Buchholz, der die Erinnerung an das frühere Dorf und den späteren Stadtteil mit den damit verbundenen Traditionen betreibt und erfolglos auch die erneute Erhebung von Klein-Buchholz zum Stadtteil anstrebte. Auf dem privaten Grundstück des Einkaufspark Klein-Buchholz an der Sutelstraße wurde eine Fläche als „Dorfplatz“ mit dem Namen Platz der Klein-Buchholzer Bürger ausgewiesen. Diesen Platz prägt ein symbolischer Maibaum mit Werbeplaketten der im Einkaufsbereich vertretenen Firmen. Hier finden regelmäßig sogenannte Bauernmärkte statt.
2009 wurde die benachbarte denkmalgeschützte Halle des Straßenbahndepots der Üstra saniert und zu Einzelhandelsgeschäften ausgebaut. Damit vergrößerte sich das Einkaufszentrum zwischen Sutelstraße und Im Heidkampe mit zahlreichen weiteren Geschäften.

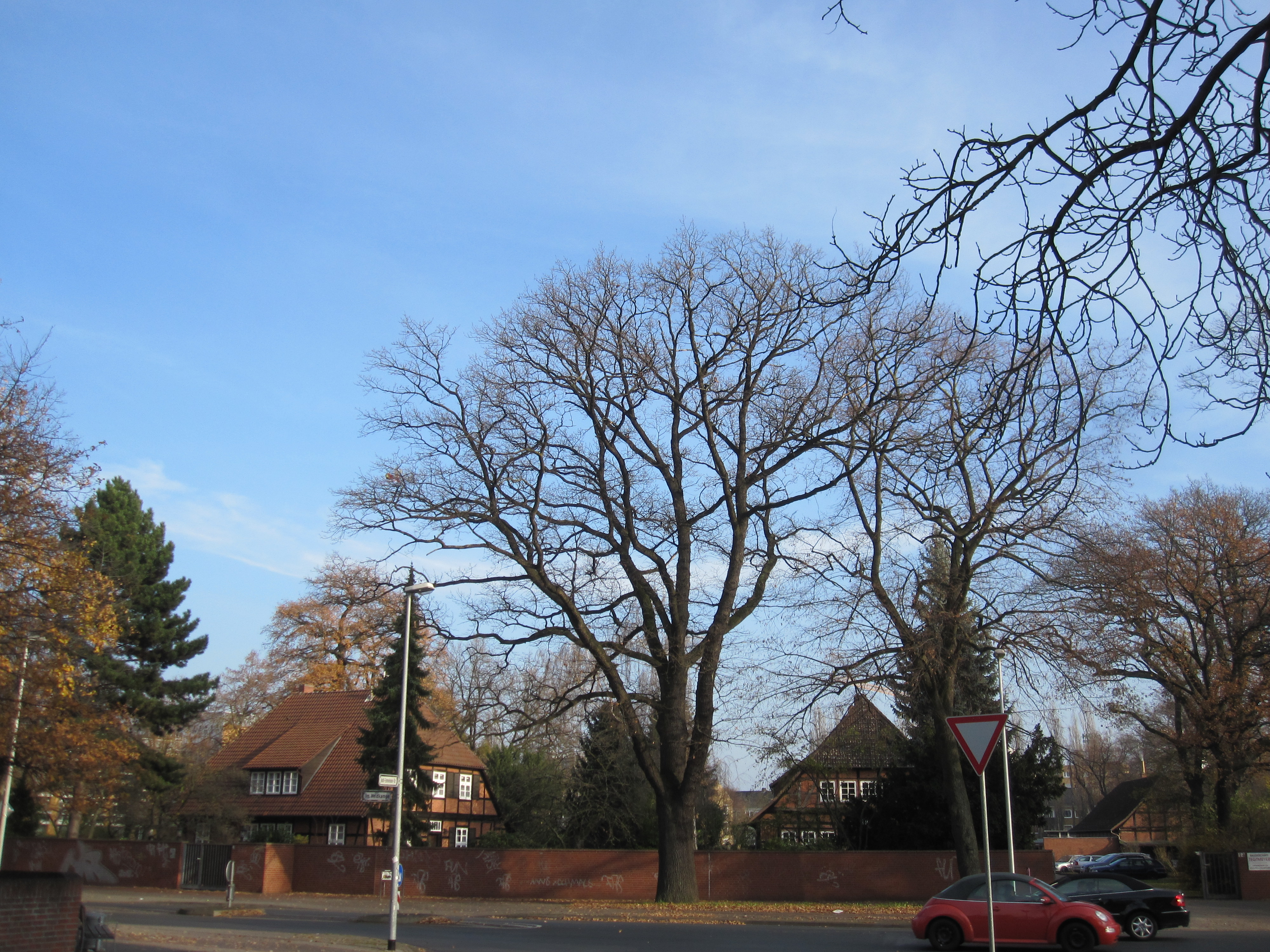
Altes Dorf Klein-Buchholz  Im Heidkampe
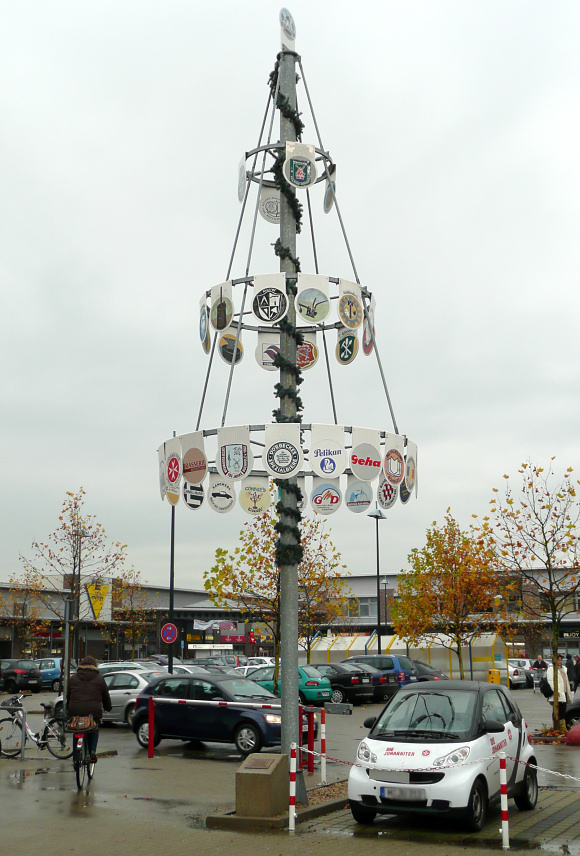
Symbolischer Maibaum auf dem „Platz der Klein-Buchholzer Bürger“
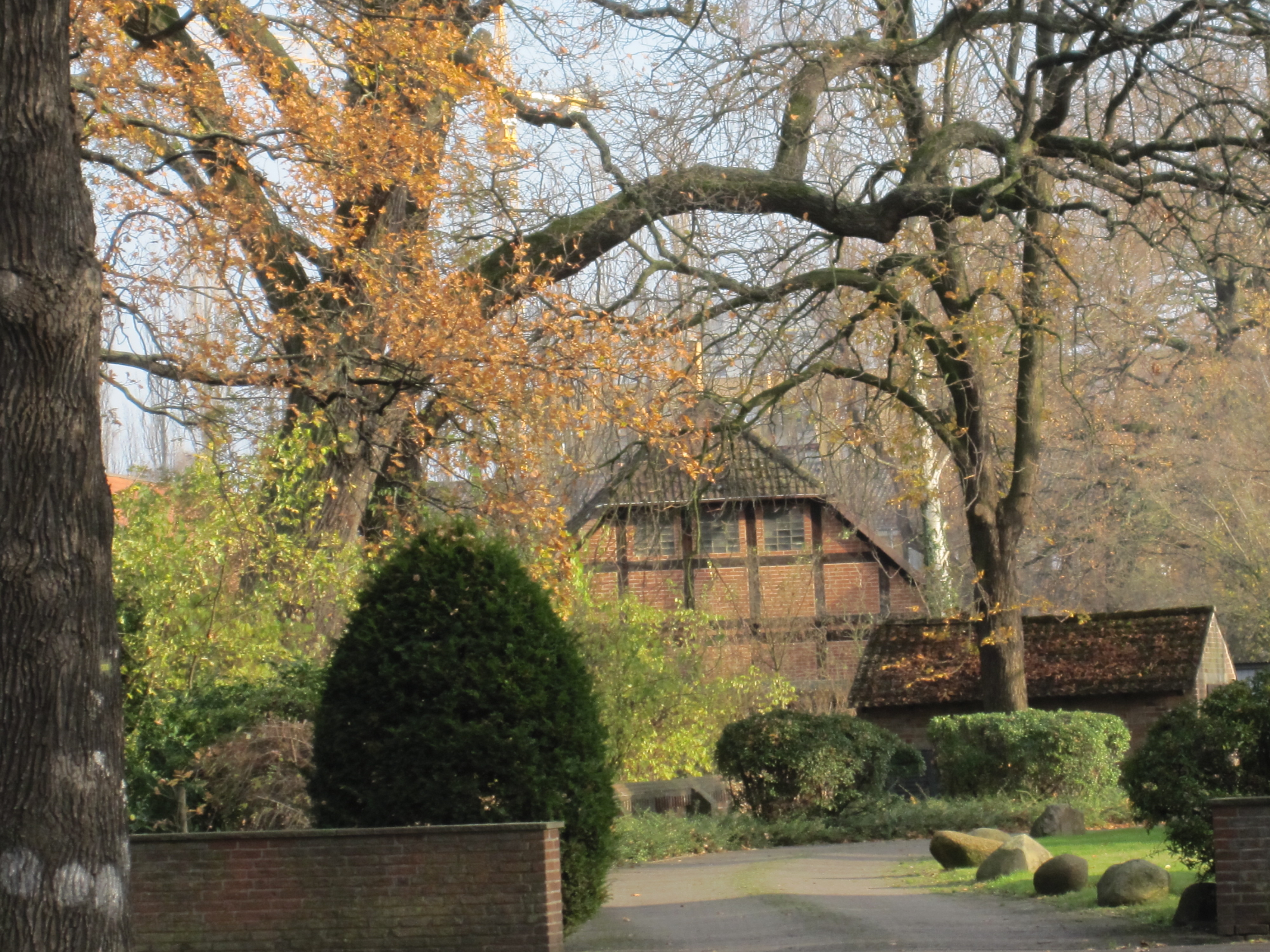
Gebäude früherer Bauernhöfe im alten Dorf
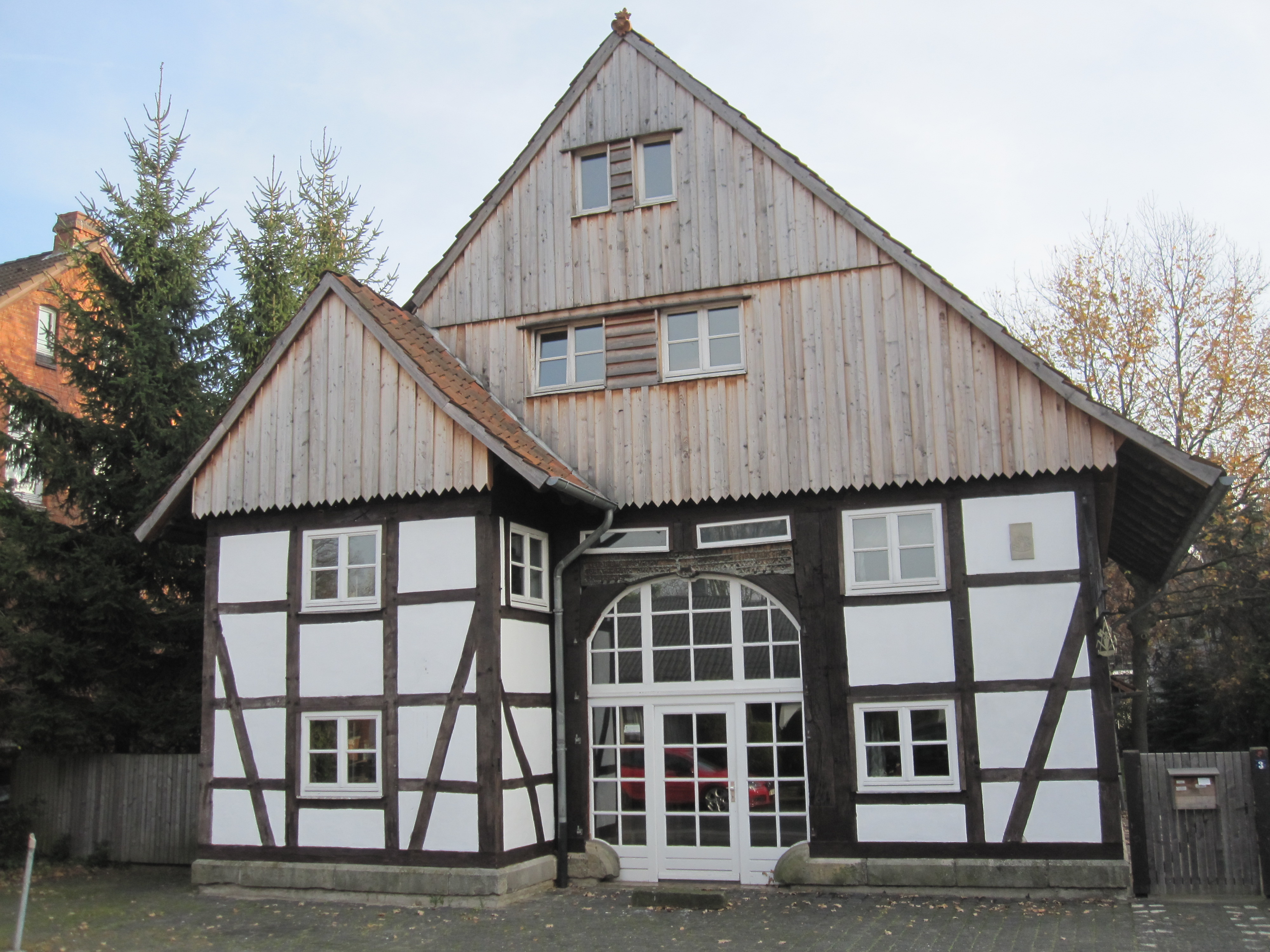
Handwerkerhaus an der Martinstraße
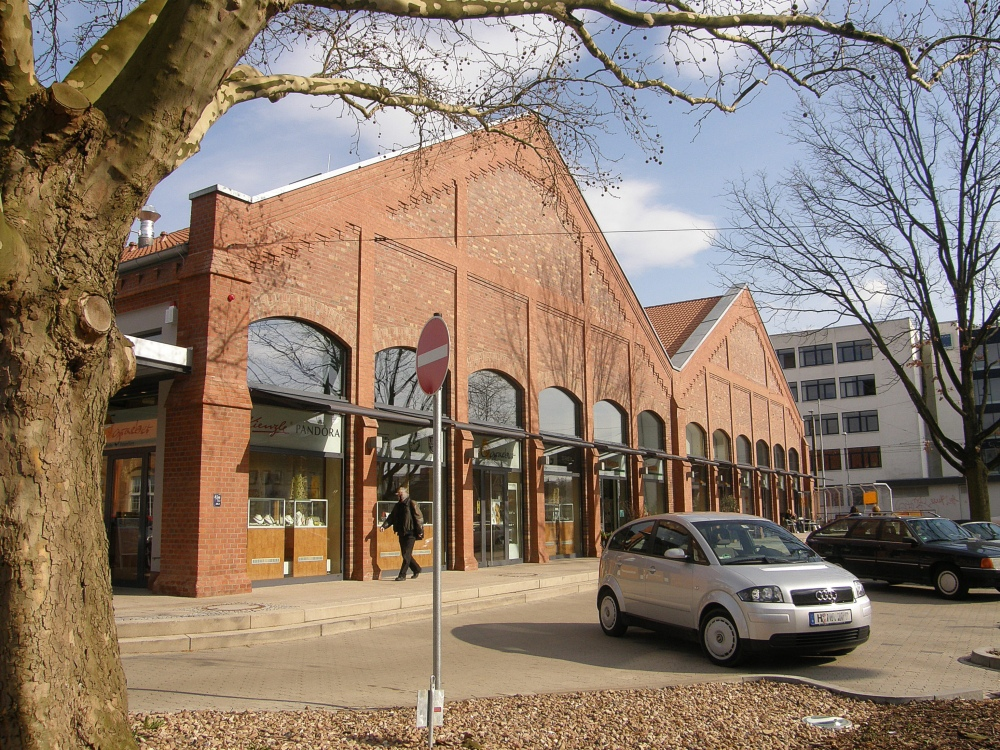
Früheres Straßenbahndepot, heute Teil eines Einkaufszentrums